# イサイ・シューア
イサイ・シューア（英語: Issaj Schur, Issai Schur, ヘブライ語: יִשַׁי שׁוּר‎ Yiššáy Šūr, ロシア語: Иса́й "Шая" Мо́вшевич Шур, 1875年1月10日 – 1941年1月10日）は、ドイツとイスラエルの地で活動したユダヤ系の数学者。

## 経歴
ロシア帝国領ポーランドモギリョフ県モギリョフ(同地は現ベラルーシ・マヒリョウ)でユダヤ系ドイツ人の子として生まれた。父・モーセ・シューア(Moses Schur)はビジネスマンであった。1888年、13歳の時から結婚した姉の住むラトビアに兄弟と共に移った。1894年、フンボルト大学ベルリンに入学し、数学と物理を学んだ。1901年、行列群に関する学位論文を提出して博士号を取得。1903年に講師となり、ボン滞在を経て、1919年に教授に昇進した。
1935年、彼はユダヤ人として教職を追われ、1938年には親ナチの数学者ビーベルバッハの煽動によってプロイセン学士院から追放された。このため1939年にパレスチナへ移住し、貧困と屈辱を忍びつつ晩年を送った。彼は66歳の誕生日にテルアヴィヴで死去した。

## 研究内容・業績
フロベニウスに師事し、（最も関係深い対象として）群の表現について取り組んだが組合せ論や数論も、あるいは理論物理学までも手掛けた。今日おそらくシューアの業績として最もよく知られたものは、シューア分解の存在に関することと、群表現論に関するシューアの補題であろう。
リヒャルト・バウアー、ベルンハルト・ノイマン、ハインツ・プリューファー、リヒャルト・ラードなどの弟子がいる。シューアの講義は学生たちに非常に人気であった。1929年、ソヴィエト連邦科学アカデミーの外国人客員として選出された。
出版に際してシューアは、"I. Schur" と "J. Schur" の両方を著者名に用いており（後者は特に Journal für die reine und angewandte Mathematik で用いている）、これはしばしば混乱を招く。

## 著作
- Schur, Issai (1968), Grunsky, Helmut, ed., Vorlesungen über Invariantentheorie, Die Grundlehren der mathematischen Wissenschaften, 143, Berlin, New York: Springer-Verlag, MR0229674
- Schur, Issai (1973), Brauer, Alfred; Rohrbach, Hans, eds., Gesammelte Abhandlungen, Berlin, New York: Springer-Verlag, ISBN 978-3-540-05630-0, MR0462891